# Poststelle (Port Askaig)

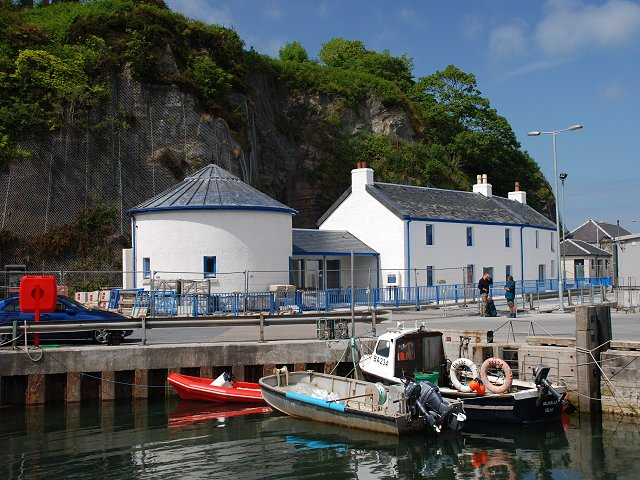
Gebäude am Hafen von Port Askaig

Die Poststelle von Port Askaig befindet sich direkt am Fährhafen von Port Askaig auf der schottischen Hebrideninsel Islay. Die Gebäude sind am Endpunkt der A846 auf Islay direkt gegenüber dem Schiffsanleger von Port Askaig gelegen. In den drei Gebäuden sind die Poststelle sowie das Büro des Hafenmeisters untergebracht. Zunächst wurden die Gebäude 1971 als Teil eines Ensembles in die Kategorie B der schottischen Denkmallisten eingetragen. Im Jahre 2006 wurde dieses Denkmalensemble aufgelöst und es erfolgte eine Umkategorisierung als Einzeldenkmal in der Kategorie C.

## Beschreibung
Der exakte Bauzeitpunkt der Gebäude ist nicht verzeichnet, sodass nur das frühere 19. Jahrhundert als Bauzeitraum angegeben werden kann. Architektonisch entsprechen sie dem traditionellen schottischen Stil. Entlang der Vorderfront der zweistöckigen Gebäude sind mehrere einfache Sprossenfenster eingelassen. Die Fassaden der Häuser sind in der traditionellen Harling-Technik verputzt. Alle drei Gebäude schließen mit schiefergedeckten Satteldächern ab.